# Vlaamse Belastingdienst
De Vlaamse Belastingdienst (tot 2006 de Belastingdienst voor Vlaanderen genoemd), afgekort VLABEL, is een agentschap van de Vlaamse overheid dat instaat voor een aantal belastingen waarvoor het Vlaams Gewest bevoegd is.
Naast een hoofdzetel in Aalst heeft het agentschap ook vestigingen in zeven andere centrumsteden (Antwerpen, Brugge, Gent, Hasselt, Kortrijk, Leuven, Mechelen) en in Sint-Jans-Molenbeek en Brussel. Niet elke vestiging heeft een loketfunctie voor elk soort belasting.
Omdat de hoofdzetel in Aalst gelegen is, is telkens de rechtbank van eerste aanleg te Gent bevoegd voor alle Vlaamse fiscale zaken.

## Belastingen

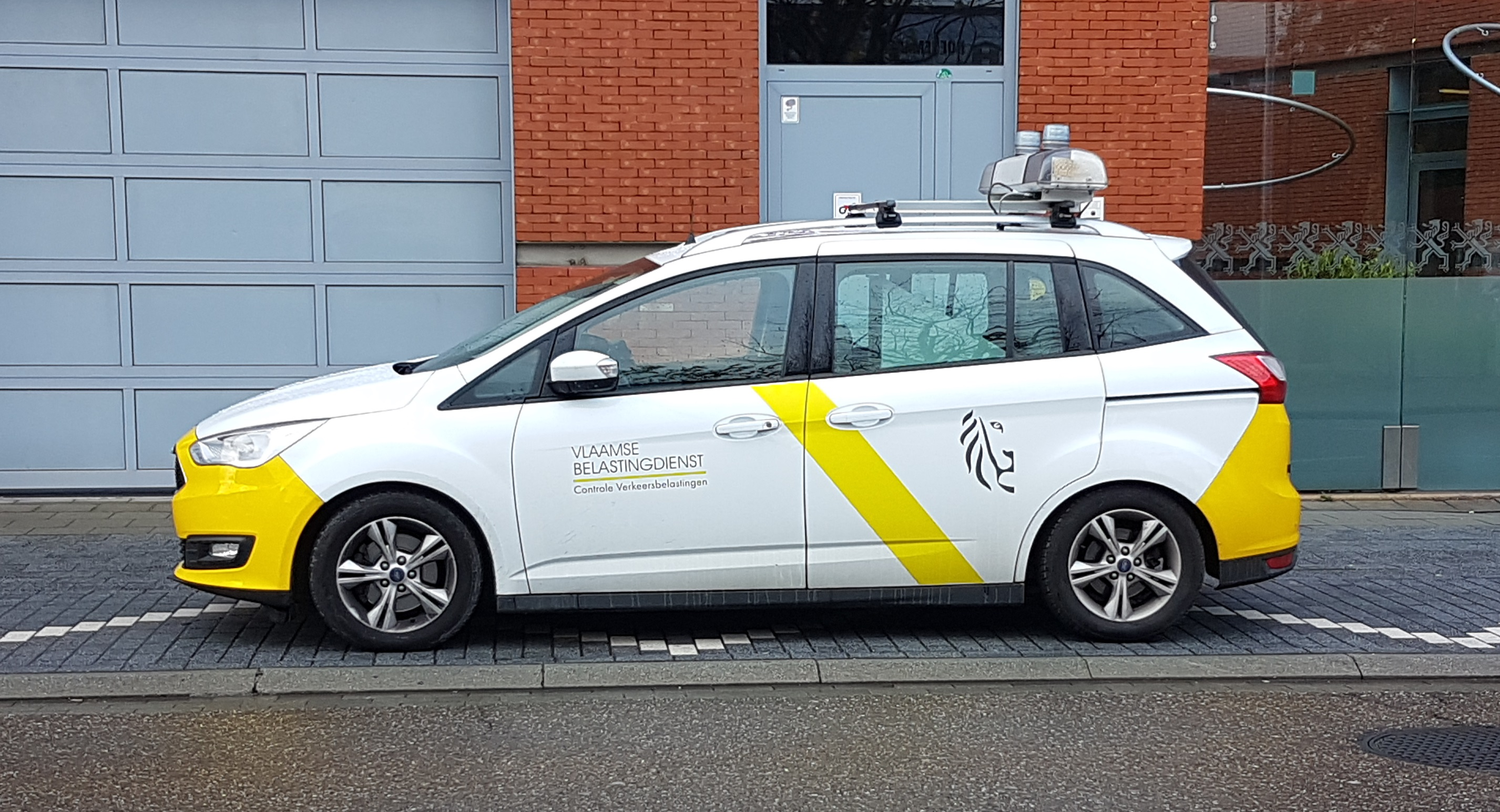
Een auto van de Vlaamse Belastingdienst te Hasselt

De belastingen waarvoor het Vlaamse Gewest bevoegd is, worden hieronder vermeld. In alle gevallen waar de Vlaamse overheid de inning van een voormalig federale belasting zelf op zich heeft genomen, wordt dit voor het Waals Gewest en het Brussels Hoofdstedelijk Gewest nog door de Federale Overheidsdienst Financiën uitgevoerd. Het Brussels Hoofdstedelijk Gewest heeft echter sinds 1 januari 2018 de Onroerende voorheffing in eigen beheer genomen; en sinds 1 januari 2020 ook de Verkeersbelastingen.
Onroerende voorheffing
Sinds 1999 geïnd door VLABEL.
Verkeersbelastingen
Sinds 1 januari 2011 geïnd door VLABEL.
Bestaat uit:
- - Jaarlijkse verkeersbelasting
  - Belasting op inverkeerstelling (BIV)
  - Aanvullende verkeersbelasting voor LPG
  - Eurovignet (sinds 1 april 2016 vervangen door de kilometerheffing)

Sinds 1 juli 2025 doen banken in de strijd tegen phishing een extra check op naam en rekeningnummer van de rekeninghouder. Dat kan aanleiding geven tot een foutmelding bij het betalen van aanslagbiljetten van de Vlaamse Belastingdienst.
Kilometerheffing
Bij decreet van 3 juli 2015 werd de kilometerheffing voor vrachtwagens ingevoerd en tegelijk het eurovignet stopgezet. Alle goederenvervoer van meer dan 3,5 ton moet sinds 1 april 2016 kilometerheffing betalen op bepaalde wegen. Deze heffing werd samen met het Waals en Brussels gewest ingevoerd om een uniform systeem te hebben in heel België, namelijk Viapass.
Registratiebelasting (vroeger registratierechten)
Bestaat uit:
- - Verkooprecht
  - Schenkingsrecht
  - Recht op hypotheekvestiging
  - Verdelingsrecht

De bevoegdheidsoverdracht liep gelijk met die van de successierechten: hiervoor zijn de gewesten voor de regelgeving bevoegd sinds 1 januari 2002, en sinds 1 januari 2015 wordt ze geïnd door VLABEL zoals beslist door de Vlaamse Regering in september 2011.
Erfbelasting
De bevoegdheidsoverdracht liep gelijk met die van de registratierechten: hiervoor zijn de gewesten voor de regelgeving bevoegd sinds 1 januari 2002, en sinds 1 januari 2015 wordt ze geïnd door VLABEL zoals beslist door de Vlaamse Regering in september 2011.
De erfbelasting is een overkoepelende term voor het successierecht (de belasting op nalatenschappen van inwoners van het Vlaamse gewest) en het recht van overgang (de belasting naar aanleiding van het overlijden van een persoon die geen inwoner van het Vlaamse gewest was op daar gelegen onroerende goederen).
Belasting op de spelen en weddenschappen en de belasting op de automatische ontspanningstoestellen
Sinds 1 januari 2019 staat VLABEL in voor het beheer van deze belastingen.
Planbatenheffing
De belasting op de meerwaarde door een bestemmingswijziging van een stuk grond na een ruimtelijk uitvoeringsplan (RUP). Het werd op 1 mei 2000 in het Vlaams Gewest ingevoerd door het decreet van 18 mei 1999 houdende de organisatie van de ruimtelijke ordening als tegenhanger van de planschadevergoeding. Het werd in 2009 gewijzigd door de Vlaamse Codex Ruimtelijke Ordening.
Heffingen op leegstand en verkrotting
Bestaande uit:
- - Belasting op leegstaande en/of verwaarloosde bedrijfsruimten
  - Verkrottingsheffing op woningen en/of gebouwen ("krotbelasting")
De heffing op leegstaande woningen of gebouwen is sinds 2010 (bij decreet van 27 maart 2009) een bevoegdheid voor de gemeenten en niet meer voor het gewest. Op gewestelijk niveau blijven de heffingen op de ongeschikte en/of onbewoonbare woningen en op de verwaarloosde woningen of gebouwen.

Energieheffing (Bijdrage Energiefonds/"Turteltaks")
Ingevoerd door de regering-Bourgeois per 1 januari 2015, hervormd en gevoelig verhoogd per 1 maart 2016.

## Vlaamse Codex Fiscaliteit van 13 december 2013
De procedurele bepalingen omtrent de belastingen en toebehoren van het Vlaams Gewest worden geregeld in het Decreet van 13 december 2013 houdende de Vlaamse Codex Fiscaliteit. Overeenkomstig artikel 6.0.0.0.1 van het voormelde decreet van 13 december 2013 wordt deze codex aangehaald als: Vlaamse Codex Fiscaliteit van 13 december 2013.
De uitvoeringsbepalingen van de Vlaamse Codex Fiscaliteit van 13 december 2013 zijn vervat in het Besluit van de Vlaamse Regering houdende de uitvoering van de Vlaamse Codex Fiscaliteit van 13 december 2013. Overeenkomstig artikel 6.0.0.0.1 van het voormelde besluit van 13 december 2013 wordt dit besluit aangehaald als: besluit Vlaamse Codex Fiscaliteit van 20 december 2013.